# خورخي فيليلا
خورخي فيليلا هو لاعب كرة قدم برتغالي، ولد في 16 مارس 1996 في البرتغال.

## وصلات خارجية
- خورخي فيليلا على موقع قاعدة بيانات كرة القدم.إي يو (الإنجليزية)
- خورخي فيليلا على موقع Soccerway.com (الإنجليزية)